# Педро-Хуан-Кабальєро
Педро-Хуан-Кабальєро (ісп. Pedro Juan Caballero) — місто в Парагваї. Адміністративний центр департаменту Амамбай. Чисельність населення дорівнює 64.153 чоловік (станом на 2002 рік).

## Географія
Розташовується на північному сході Парагваю, на кордоні з Бразилією (з провінцією Мату-Гросу-ду-Сул), на стратегічному шосе Ruta 5, що починається від міста Консепсьйон.

### Клімат
Місто знаходиться у зоні, котра характеризується вологим субтропічним кліматом. Найтепліший місяць — січень із середньою температурою 25.2 °C (77.3 °F). Найхолодніший місяць — липень, із середньою температурою 18.1 °С (64.5 °F).
| Клімат Педро-Хуан-Кабальєро | Клімат Педро-Хуан-Кабальєро | Клімат Педро-Хуан-Кабальєро | Клімат Педро-Хуан-Кабальєро | Клімат Педро-Хуан-Кабальєро | Клімат Педро-Хуан-Кабальєро | Клімат Педро-Хуан-Кабальєро | Клімат Педро-Хуан-Кабальєро | Клімат Педро-Хуан-Кабальєро | Клімат Педро-Хуан-Кабальєро | Клімат Педро-Хуан-Кабальєро | Клімат Педро-Хуан-Кабальєро | Клімат Педро-Хуан-Кабальєро | Клімат Педро-Хуан-Кабальєро |
| Показник                    | Січ.                        | Лют.                        | Бер.                        | Квіт.                       | Трав.                       | Черв.                       | Лип.                        | Серп.                       | Вер.                        | Жовт.                       | Лист.                       | Груд.                       | Рік                         |
| Середній максимум, °C       | 29,9                        | 29,4                        | 28,9                        | 27,6                        | 24,6                        | 23,2                        | 23,8                        | 25,4                        | 26,2                        | 28,1                        | 29                          | 29,5                        | 27,1                        |
| Середня температура, °C     | 25,1                        | 24,7                        | 24,1                        | 22,4                        | 19,6                        | 18,1                        | 18,1                        | 19,5                        | 20,6                        | 22,8                        | 23,9                        | 24,6                        | 22                          |
| Середній мінімум, °C        | 20,4                        | 20                          | 19,4                        | 17,3                        | 14,7                        | 13,1                        | 12,3                        | 13,6                        | 15                          | 17,4                        | 18,8                        | 19,7                        | 16,8                        |
| Норма опадів, мм            | 160.4                       | 156.4                       | 167.7                       | 141                         | 155.2                       | 84.2                        | 43.6                        | 72.6                        | 108.9                       | 171.7                       | 198                         | 191.1                       | 1650.8                      |
| Днів з опадами              | 12                          | 10                          | 10                          | 7                           | 7                           | 6                           | 4                           | 5                           | 6                           | 9                           | 9                           | 10                          | 95                          |
| --------------------------- | --------------------------- | --------------------------- | --------------------------- | --------------------------- | --------------------------- | --------------------------- | --------------------------- | --------------------------- | --------------------------- | --------------------------- | --------------------------- | --------------------------- | --------------------------- |
| Джерело: Weatherbase        |                             |                             |                             |                             |                             |                             |                             |                             |                             |                             |                             |                             |                             |

## Історія
Педро-Хуан-Кабальєро був заснований 1893 року. Свою назву отримав на честь Педро Хуана Кабальєро (1786—1821), одного з героїв руху за незалежність Парагваю. Зараз місто є найбільшим центром прикордонної торгівлі з Бразилією, де можна придбати за низькими цінами алкогольні напої та тютюнові вироби, а також контрабандні товари.